# هاينريش فون براندت
هاينريش فون براندت (بالألمانية: Heinrich von Brandt)‏ (و. 1789 – 1868 م) هو مؤلف من ألمانيا، وبولندا، والإمبراطورية الروسية، ولد في بوزنان، توفي في برلين، عن عمر يناهز 79 عاماً.

## مناصب
تولى منصب member of the House of Lords of Prussia ‏
- عضو برلمان فرانكفورت.